# 18 november
18 november is de 322ste dag van het jaar (323ste dag in een schrikkeljaar) in de gregoriaanse kalender. Hierna volgen nog 43 dagen tot het einde van het jaar.

## Gebeurtenissen
- Algemeen
  - 1307 - Willem Tell zou een pijl hebben geschoten door een appel op het hoofd van zijn zoontje (legende).[1]
  - 1424 - De derde Sint-Elisabethsvloed vond plaats, waardoor de Hollandse Biesbosch ontstond.
  - 1627 - Lodewijk II van Nassau-Saarbrücken wordt opgevolgd door zijn zoons Willem Lodewijk, Johan, Ernst Casimir en Otto.
  - 1651 - Johan Lodewijk van Nassau-Ottweiler neemt het regentschap voor zijn broers Gustaaf Adolf van Nassau-Saarbrücken en Walraad van Nassau-Usingen over van hun overleden moeder Anna Amalia van Baden-Durlach.
  - 1978 - In Jonestown, Guyana komen 913 volgelingen van sekteleider Jim Jones om door zelfmoord of moord.[1]
  - 1991 - In Libanon worden Terry Waite en Thomas Sutherland vrijgelaten.
  - 1995 - Huwelijk van prins Joachim van Denemarken en Alexandra Christina Manley.
  - 2005 - Nieuw wereldrecord bij Domino Day: 4.002.146 steentjes.
  - 2008 - Een Indiase oorlogsbodem slaat een aanval af van Somalische piraten in de Golf van Aden.
  - 2013 - In Indonesië komen de vulkanen Sinabung en Merapi tot uitbarsting.
- Economie
  - 1990 - Aan de vooravond van de pan-Europese top in Parijs sluiten Italië en de Sovjet-Unie een vriendschapsverdrag, waarbij Italië een krediet van bijna 1,6 miljard gulden toezegt aan Sovjetleider Michail Gorbatsjov.
- Infrastructuur
  - 1973 - Verkeersvrije zondag in België, naar aanleiding van de oliecrisis.[1]
  - 2016 - Op de spoorlijn van Groningen naar Roodeschool gebeurt voor de derde keer in korte tijd een ongeluk. Dit keer komt er een trein in botsing met een tankauto met melk nabij Winsum. Er zijn 18 gewonden.
- Kunst en cultuur
  - 1928 - Mickey Mouse speelt in de eerste tekenfilm met synchroon geluid, Steamboat Willie van Walt Disney.[1]
  - 1959 - Première van de film Ben-Hur van William Wyler in het Loew’s State Theatre in New York.[1]
  - 1967 - In het televisieprogramma Bij Dorus op schoot zingt de 3-jarige Corrina Konijnenburg een geheel eigen versie van het aloude lied Poesje Mauw.
  - 1985 - De strip Casper en Hobbes, origineel Calvin & Hobbes, verschijnt voor het eerst in een krant.
  - 2020 - Schrijver Rutger Bregman wint de NS Publieksprijs met zijn boek 'De meeste mensen deugen'.[2]
  - 2021 - Zangeres Yade Lauren en rapper Kevin zijn de belangrijkste winnaars van de FunX Music Awards. Ze winnen allebei 4 prijzen.[3]
- Muziek
  - 1959 - Peter Koelewijn brengt Kom van dat dak af uit.[1]
- Oorlog
  - 401 - De Visigoten onder leiding van koning Alarik I trekken vanuit Illyrië over de Alpen en vallen Noord-Italië binnen.[1]
  - 1916 - De slag aan de Somme eindigt.[1]
  - 1940 - Adolf Hitler en de Italiaanse minister van Buitenlandse Zaken Galeazzo Ciano bespreken de rampzalig verlopen invasie van Griekenland door Benito Mussolini.
  - 1944 - Bombardement op de Maasbruggen: omstreeks 14.00 uur worden door de geallieerden 72 bommen van 1000 pond en 92 bommen van 500 pond afgeworpen.
  - 1990 - Golfoorlog - Saddam Hoessein geeft aan buitenlanders de toestemming om vanaf 25 december Irak te verlaten.[1]
- Politiek
  - 1811 - Napoleon Bonaparte voert in de Lage Landen de burgerlijke stand in.[1]
  - 1903 - De Verenigde Staten en Panama tekenen het Hay-Bunau-Varilla-verdrag, dat de Verenigde Staten exclusieve rechten geeft over de Panamakanaalzone.
  - 1905 - Prins Karel van Denemarken wordt koning Haakon VII van Noorwegen.
  - 1918 - Letland verklaart zichzelf onafhankelijk van Rusland.[1]
  - 1987 - In een eindrapport legt het Amerikaans Congres de verantwoordelijkheid voor het Iran-Contraschandaal bij president Ronald Reagan.
  - 1993 - Eenentwintig politieke partijen in Zuid-Afrika keuren de nieuwe grondwet goed.
  - 1994 - Het Finse parlement stemt met een overweldigende meerderheid voor lidmaatschap van de Europese Unie en plaveit daarmee de weg voor toetreding tot de Unie, volgend jaar.
  - 2002 - Wapeninspecteurs van de Verenigde Naties arriveren in Irak onder leiding van Hans Blix.
- Religie
  - 324 - In Rome worden de basiliek van Sint-Paulus buiten de Muren, de oude Sint-Pietersbasiliek en de Sint-Jan van Lateranen ingewijd.
- Sport
  - 1973 - Het Nederlands voetbalelftal speelt in Amsterdam met 0-0 gelijk tegen België in de kwalificatiereeks voor het WK voetbal 1974 in West-Duitsland. Barry Hulshoff en Gerrie Mühren spelen hun laatste interland voor Oranje.
  - 1981 - Het Nederlands voetbalelftal wordt uitgeschakeld voor het WK voetbal 1982. Frankrijk is in het Parc des Princes met 2-0 te sterk. Michel Platini en Didier Six scoren na rust. Johan Neeskens (49ste) en Johnny Rep (42ste) spelen hun laatste interland voor Oranje.
  - 2009 - Otman Bakkal (PSV) en Wout Brama (FC Twente) debuteren in het Nederlands voetbalelftal tijdens de oefeninterland in Heerenveen tegen Paraguay (0-0).
  - 2023 - In de kwalificatiewedstrijd voor het Europees Kampioenschap voetbal 2024 tegen Gibraltar boekt Frankrijk met 14-0 de grootste overwinning die tot nu toe in een kwalificatiewedstrijd voor het EK is bereikt.[4]
- Wetenschap en technologie
  - 1827 - Opening van het kanaal van Gent naar Terneuzen.
  - 1883 - Amerikaanse en Canadese spoorwegen stellen vier standaard tijdzones in voor het hele continent, waarmee een eind komt aan de verwarring door het gebruik van duizenden lokale tijdrekeningen.
  - 1970 - Linus Pauling suggereert voor het eerst in het openbaar dat vitamine C helpt bij een verkoudheid.
  - 2013 - Amerikaanse ruimtevaartorganisatie NASA lanceert het onbemande MAVEN (Mars Atmosphere and Volatile Evolution) ruimtevaartuig naar de planeet Mars.[5]
  - 2022 - Op het 27e CGPM (General Conference on Weights and Measures) van het Bureau international des poids et mesures (BIPM), een internationaal orgaan dat beslist over wereldwijde standaarden hoe dingen worden gemeten, stemmen de deelnemers voor een resolutie waarin wordt voorgesteld de correctie van de standaardtijd d.m.v. schrikkelseconden vanaf 2035 minder vaak te doen. De ITU (International Telecommunication Union) onder meer de beheerder van de UTC tijdstandaard moet hier ook nog een beslissing over nemen.[6]
  - 2023 - Lancering van een Falcon 9 raket van SpaceX vanaf Kennedy Space Center Lanceercomplex 40 voor de Starlink group 6-28 missie met 23 Starlink satellieten.[7]
  - 2023 - Lancering van een prototype Starship-Super Heavy raket van SpaceX vanaf Starbase Orbital Launch Pad A, Texas, Verenigde Staten voor de Starship Flight Test 2 missie met als doel de orbitale lanceringsmogelijkheden te testen. Tijdens de vlucht valt na ongeveer 3 minuten de eerste trap uiteen, maar dit heeft geen gevolgen. Na ruim 8 minuten gaat het contact met het ruimteschip verloren, mogelijk door een probleem met de tweede trap waardoor het Flight Termination System activeert en de raket ontploft.[8][9]

## Geboren

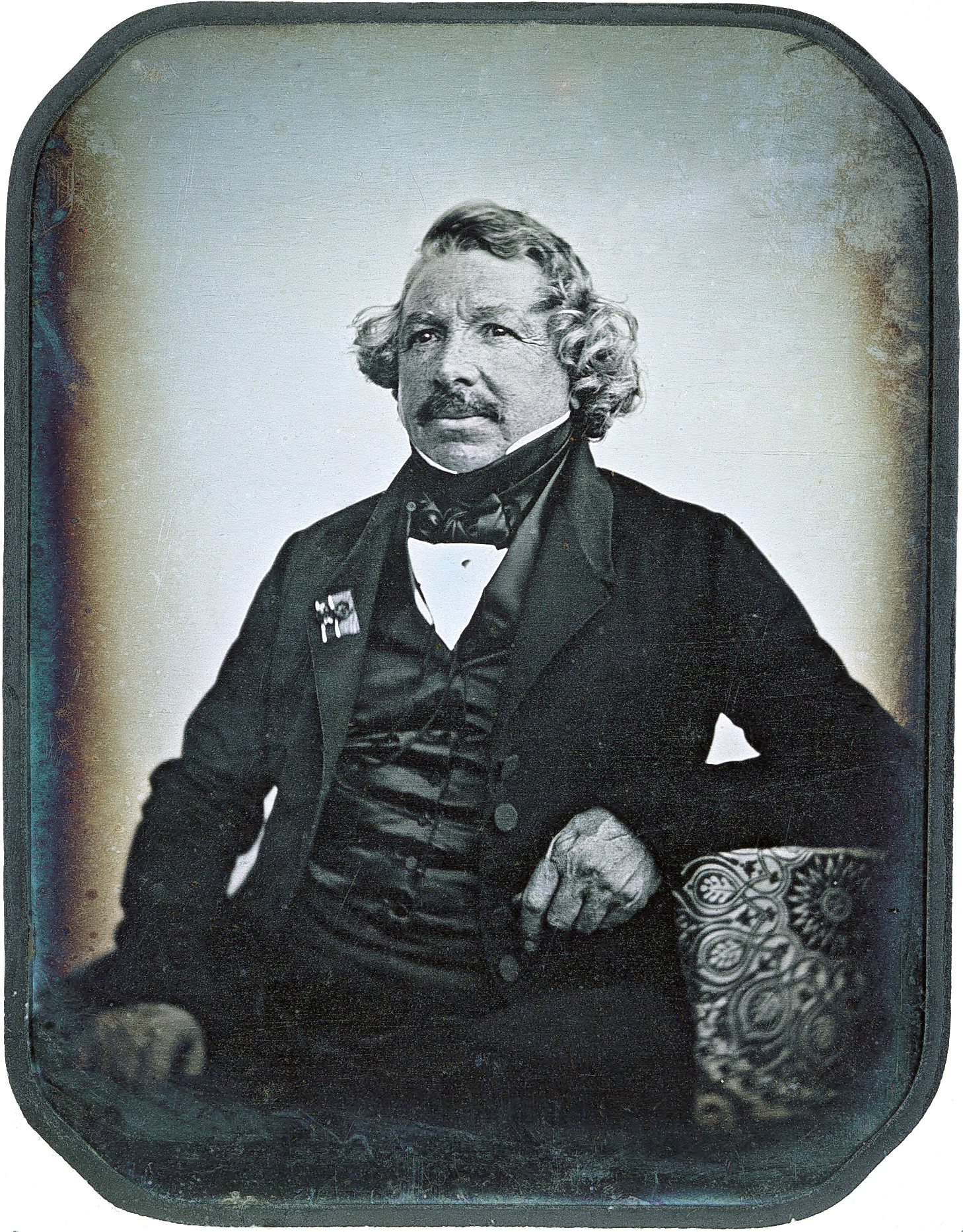
Louis Daguerre
geboren in 1787

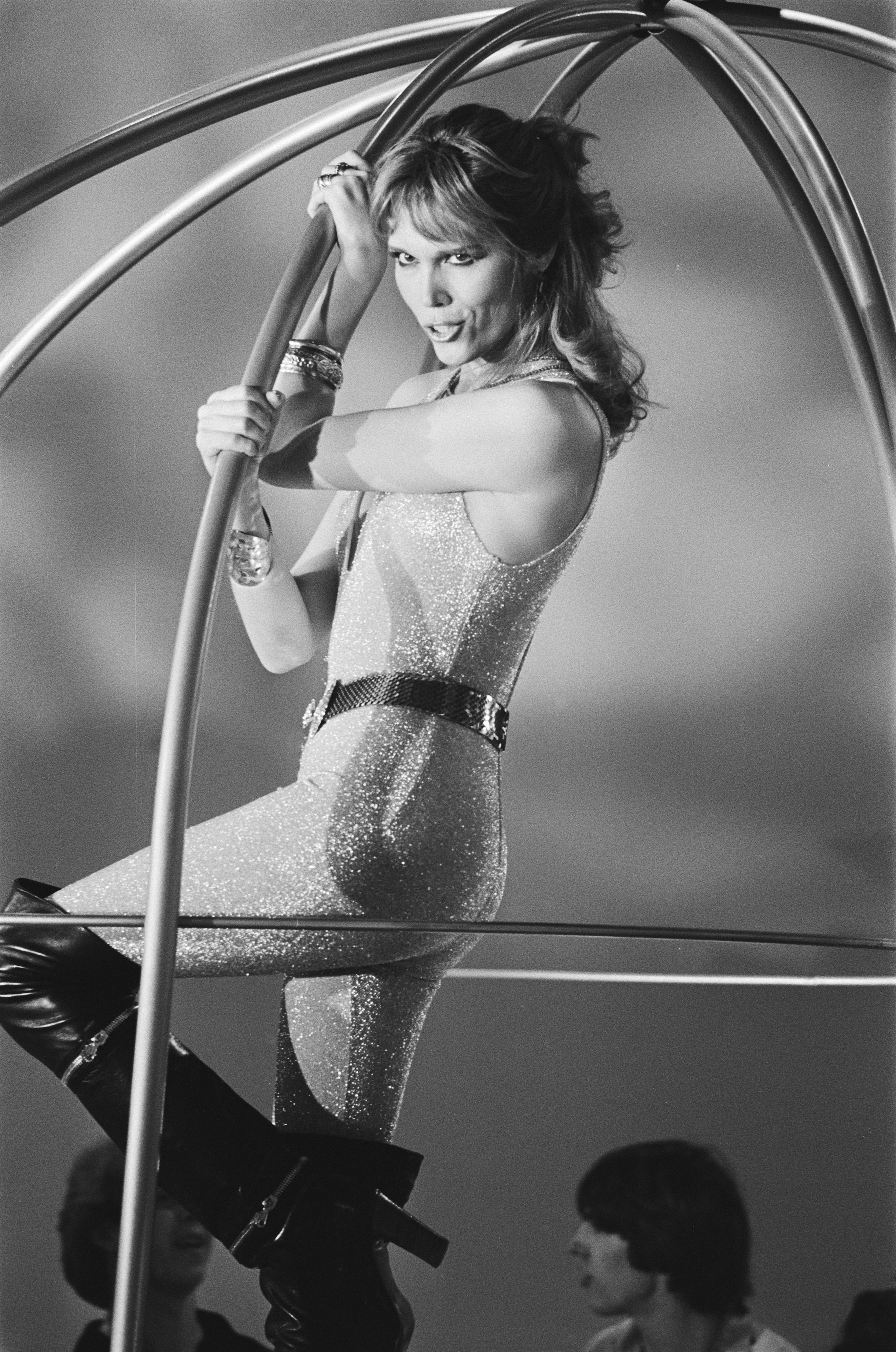
Amanda Lear in 1978
geboren in 1939

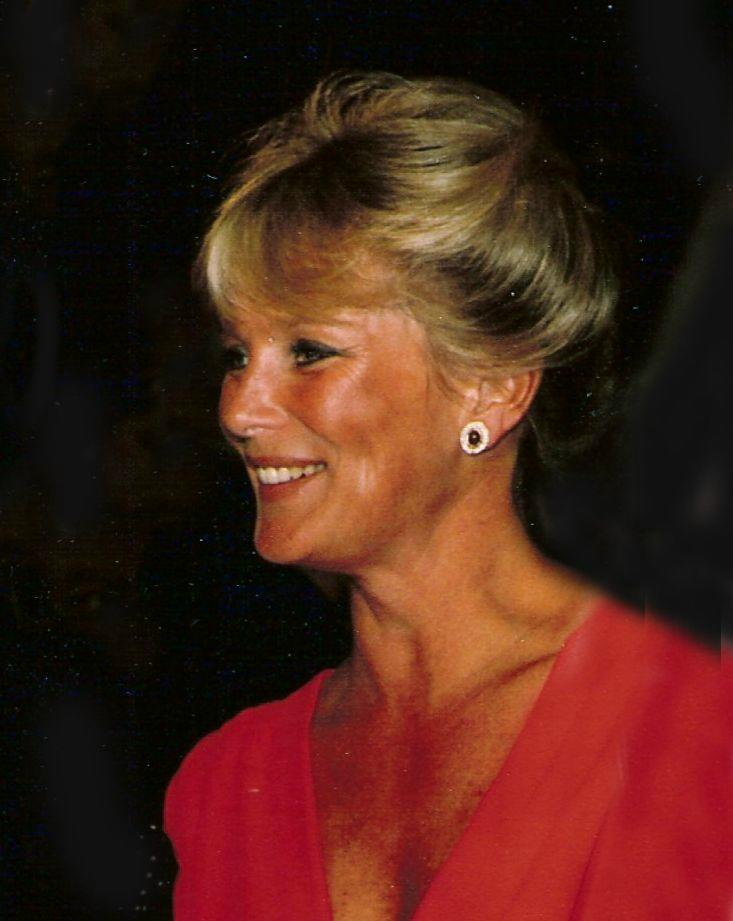
Linda Evans
geboren in 1942

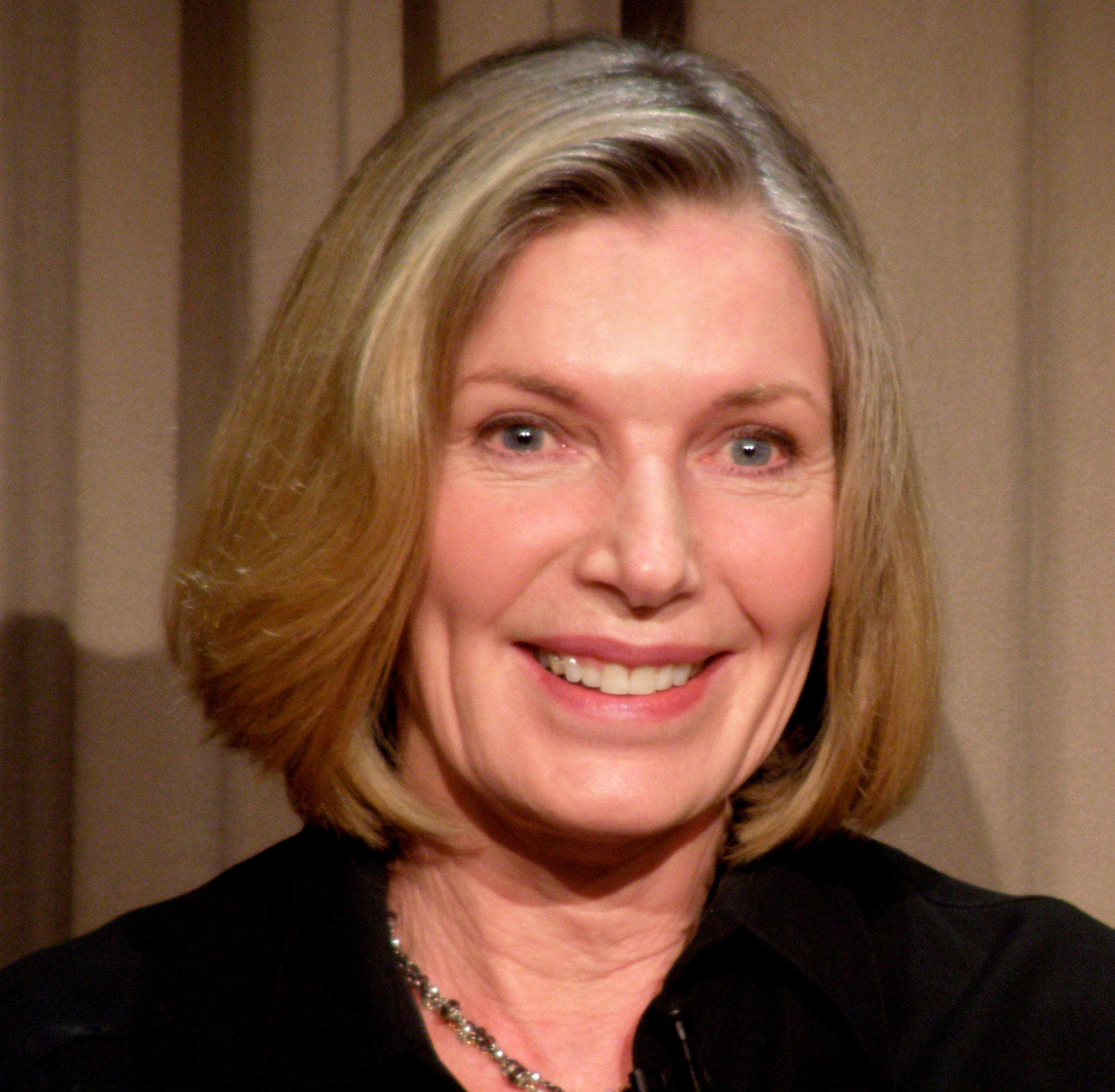
Susan Sullivan
geboren in 1942

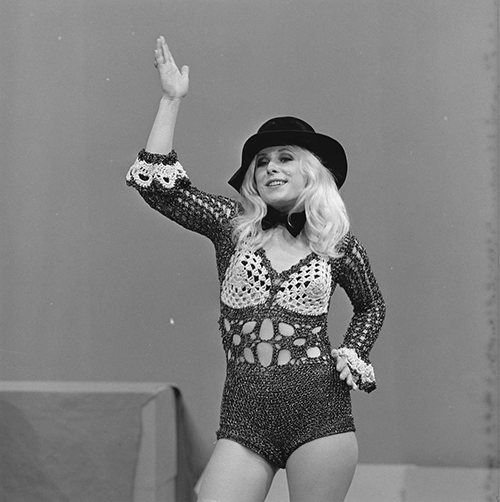
Bonnie St. Claire in TopPop
geboren in 1949

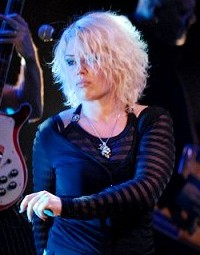
Kim Wilde
geboren in 1960

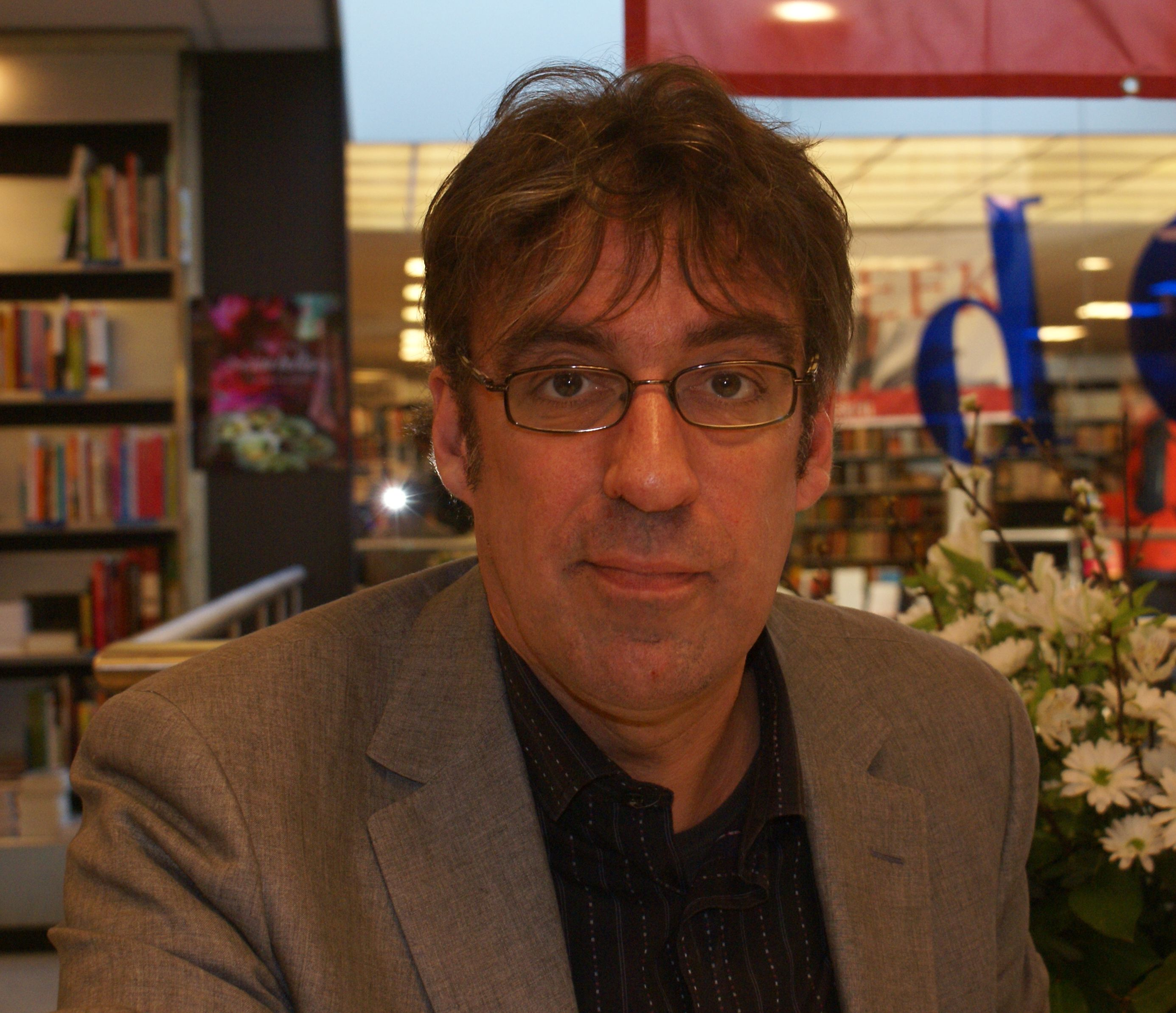
Joost Zwagerman
geboren in 1963

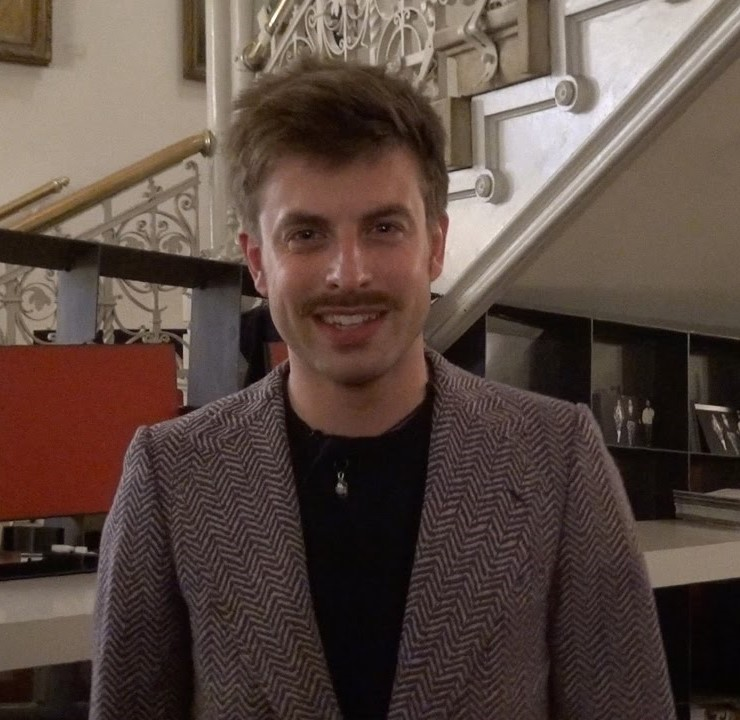
Joost Oomen,
geboren in 1990

- 709 - Konin, Japans keizer (overleden 782)
- 1522 - Lamoraal van Egmont, generaal en staatsman in de Zeventien Provinciën (overleden 1568)
- 1618 - Johan Ernst van Nassau-Siegen, Duits scheepsofficier bij de WIC (overleden 1639)
- 1647 - Pierre Bayle, Frans wijsgeer en schrijver (overleden 1706)
- 1774 - Wilhelmina van Pruisen, koningin der Nederlanden (overleden 1837)
- 1786 - Carl Maria von Weber, Duits componist (overleden 1826)
- 1787 - Louis Daguerre, Frans uitvinder van de fotografie (overleden 1851)
- 1815 - Lorenz von Stein, Duits econoom en socioloog (overleden 1890)
- 1836 - William S. Gilbert, Engels toneelschrijver (overleden 1911)
- 1836 - Cesare Lombroso, grondlegger van de criminologie (overleden 1909)
- 1842 - Frederick Broome, koloniaal ambtenaar in het Britse Rijk (overleden 1896)
- 1845 - Jacob-Ferdinand Mellaerts, Belgisch priester en medestichter van de Belgische Boerenbond (overleden 1925)
- 1852 - Mikoláš Aleš, Tsjechisch kunstenaar (overleden 1913)
- 1862 - Anton Herman Amory, Nederlands componist (overleden 1930)
- 1866 - Henry Daglish, 6e premier van West-Australië (overleden 1920)
- 1868 - Agnes Henningsen, Deens auteur en activiste voor seksuele vrijheid (overleden 1962)
- 1877 - Arthur Cecil Pigou, Engels econoom (overleden 1959)
- 1888 - Jose Vera, Filipijns politicus (overleden 1956)
- 1888 - Barth Verschaeren, Belgisch kunstschilder en beeldhouwer (overleden 1946)
- 1896 - Jan Franken Pzn., Nederlands schilder, tekenaar en boekbandontwerper (overleden 1977)
- 1898 - Joris Ivens, Nederlands filmmaker (overleden 1989)
- 1901 - George Gallup, Amerikaans statisticus en opinieonderzoeker (overleden 1984)
- 1911 - Casto Alejandrino, Filipijns communistenleider (overleden 2005)
- 1912 - Ted Duncan, Amerikaans autocoureur (overleden 1963)
- 1912 - Jaap Meijer, Nederlands poëzieschrijver (overleden 1993)
- 1917 - Nel van Balen Blanken, Nederlands atlete (overleden 2008)
- 1918 - Jan Reusens, Belgisch acteur (overleden 1991)
- 1919 - Joseph Van Staeyen, Belgisch wielrenner (overleden 1991)
- 1920 - Konstantin Beskov, Sovjet voetballer en trainer (overleden 2006)
- 1923 - Alan Shepard, eerste Amerikaan in de ruimte (overleden 1998)
- 1925 - Vicente Paterno, Filipijns politicus en topman (overleden 2014)
- 1925 - Béla Vavrinecz, Hongaars componist en dirigent (overleden 2004)
- 1928 - Rino Benedetti, een Italiaans wielrenner (overleden 2002)
- 1928 - Sheila Jordan, Amerikaans jazzzangeres (overleden 2025)
- 1929 - John McMartin, Amerikaans acteur (overleden 2016)
- 1930 - Michael Cambridge, Surinaams politicus (overleden 2015)
- 1930 - Sonja Edström, Zweeds langlaufster (overleden 2020)
- 1931 - Gaby Dirne, Nederlands musicus, componist, tekstdichter (overleden 2018)
- 1931 - Brad Sullivan, Amerikaans acteur (overleden 2008)
- 1932 - Nasif Estefano, Argentijns autocoureur (overleden 1973)
- 1933 - Mireille Cottenjé, Belgisch schrijfster en verpleegster (overleden 2006)
- 1934 - Jos Schreurs, Nederlands priester en politicus (overleden 2022)
- 1934 - José Ferreira Franco (Zequinha), Braziliaans voetballer (overleden 2009)
- 1935 - Alain Barrière, Frans zanger (overleden 2019)
- 1936 - Ennio Antonelli, Italiaans kardinaal-aartsbisschop van Florence
- 1936 - Erik Tjon Kie Sim, Surinaams politicus en aannemer (overleden 2009)
- 1936 - Ante Žanetić, Kroatisch voetballer (overleden 2014)
- 1938 - Eugenio Montejo, Venezolaans dichter (overleden 2008)
- 1939 - Margaret Atwood, Canadees schrijfster
- 1939 - Amanda Lear, Frans zangeres, schilderes en actrice
- 1940 - Qaboes bin Said Al Said, sultan van Oman (overleden 2020)
- 1940 - Camiel Vyncke, Belgisch wielrenner
- 1941 - Gary Bettenhausen, Amerikaans autocoureur (overleden 2014)
- 1941 - Toon Tellegen, Nederlands schrijver van kinderboeken
- 1942 - Linda Evans, Amerikaans actrice
- 1942 - Susan Sullivan, Amerikaans actrice
- 1943 - Fred van Herpen, Nederlands atleet
- 1943 - Eileen Saki, Amerikaans actrice (overleden 2023)
- 1946 - Chris Rainbow, Schots zanger (overleden 2015)
- 1947 - Omar Larrosa, Argentijns voetballer
- 1948 - Joe Corrigan, Engels voetballer
- 1949 - Bonnie St. Claire, Nederlands zangeres
- 1950 - Jouko Alila, Fins voetballer
- 1950 - Graham Parker, Brits singer-songwriter en muzikant
- 1951 - David Llewellyn, Welsh golfer
- 1951 - Davit Kipiani, Sovjet-Georgisch voetballer en trainer (overleden 2001)
- 1951 - Erik Visser, Nederlands zanger, gitarist, componist en producent
- 1953 - Herman Lauwers, Belgisch politicus
- 1953 - Frank Lobman, Surinaams-Nederlands karateka en thaibokser (overleden 2021)
- 1953 - Alan Moore, Brits schrijver
- 1954 - Adrie Koster, Nederlands voetbaltrainer
- 1954 - Milan Martić, Servisch-Kroatisch politicus
- 1955 - Carter Burwell, Amerikaans componist
- 1958 - Robert Dill-Bundi, Zwitsers wielrenner (overleden 2024)
- 1958 - Oscar Nuñez, Cubaans-Amerikaans acteur en komiek
- 1960 - Kim Wilde, Brits zangeres
- 1960 - Thea Sybesma, Nederlands triatlete en duatlete
- 1961 - Sergei Gorloekovitsj, Sovjet-Russisch voetballer
- 1962 - Marcel Bout, Nederlands voetbaltrainer
- 1962 - Jim Filice, Amerikaans motorcoureur
- 1962 - Kirk Hammett, Amerikaans gitarist
- 1963 - Peter Schmeichel, Deens voetbaldoelman
- 1963 - Joost Zwagerman, Nederlands schrijver (overleden 2015)
- 1965 - Marcel Arntz, Nederlands wielrenner
- 1965 - Jacek Ziober, Pools voetballer
- 1966 - Erik Kriek, Nederlands striptekenaar en illustrator
- 1966 - LaVonna Martin, Amerikaans atlete
- 1966 - Marusha, Duits technoartieste
- 1967 - Robb Holland, Amerikaans autocoureur
- 1968 - Jeroen van Kan, Nederlands journalist, presentator en dichter
- 1968 - Owen Wilson, Amerikaans acteur
- 1969 - Kathleen Van Brempt, Belgisch politicus
- 1970 - Claudio Circhetta, Zwitsers voetbalscheidsrechter
- 1970 - Sanjin Pintul, Bosnisch voetballer
- 1970 - Geert Van Bondt, Belgisch wielrenner
- 1970 - Peta Wilson, Australisch-Amerikaans actrice
- 1971 - Bobby Julich, Amerikaans wielrenner
- 1971 - Steve Rapp, Amerikaans motorcoureur
- 1972 - Giovanni Linscheer, Surinaams zwemmer (overleden 2000)
- 1972 - Jeroen Straathof, Nederlands schaatser
- 1973 - Jonnie Irwin, Brits tv-presentator (overleden 2024)
- 1973 - Darko Kovačević, Servisch voetballer
- 1974 - Steve Beirnaert, Belgisch acteur
- 1975 - Dirk Müller, Duits autocoureur
- 1975 - Kristian Poulsen, Deens autocoureur
- 1976 - Matt Welsh, Australisch zwemmer
- 1977 - Fabolous (John David Jackson), Amerikaans rapper
- 1978 - Azubuike Oliseh, Nigeriaans voetballer
- 1979 - Polo Villaamil, Spaans autocoureur
- 1980 - François Duval, Belgisch autocoureur
- 1980 - Richard Limo, Keniaans atleet
- 1980 - Lu Zhuo, Chinees schaatser
- 1981 - Tate Smith, Australisch kanovaarder
- 1982 - Olivia Nobs, Zwitsers snowboardster
- 1983 - Martijn Nuijens, Nederlands atleet
- 1984 - Dominik Meichtry, Zwitsers zwemmer
- 1984 - Karen Van Proeyen, Belgisch atlete
- 1985 - Allyson Felix, Amerikaans atlete
- 1986 - Andrei Chivulete, Roemeens voetbalscheidsrechter
- 1986 - Aaron Swartz, Amerikaans computerprogrammeur, schrijver en internetactivist (overleden 2013)
- 1986 - James Thompson, Zuid-Afrikaans roeier
- 1988 - Elaine Breeden, Amerikaans zwemster
- 1988 - Abraham Chepkirwok, Oegandees atleet
- 1988 - Larisa Iltsjenko, Russisch zwemster
- 1988 - Marie-Josée Ta Lou, Ivoriaans atlete
- 1989 - Mari Eide, Noors langlaufster
- 1990 - Joost Oomen, Nederlands dichter en schrijver
- 1990 - Kira Walkenhorst, Duits beachvolleybalster
- 1992 - Emanuel Buchmann, Duits wielrenner
- 1992 - John Karna, Amerikaans acteur
- 1992 - Nathan Kress, Amerikaans acteur en stemacteur
- 1993 - Luuk Koopmans, Nederlands voetbaldoelman
- 1993 - Maximiliane Rall, Duits voetbalster
- 1994 - Ward D'Hoore, Belgisch atleet
- 1996 - Wanne Synnave, Belgisch acteur, schrijver en radiomaker
- 1999 - Róbert Boženík, Slowaaks voetballer
- 2001 - Esther Buabadi, Belgisch voetbalster

## Overleden

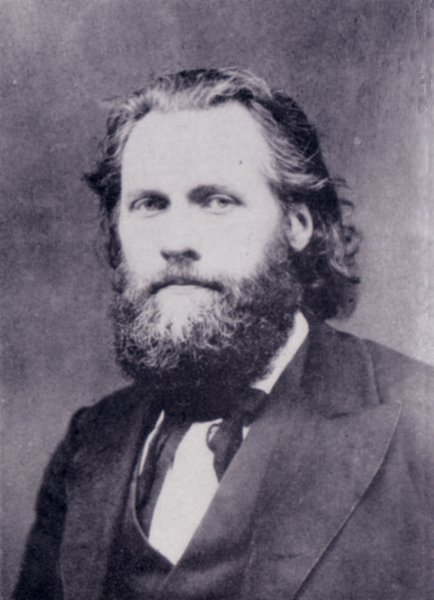
Ferdinand Domela Nieuwenhuis
overleden in 1919

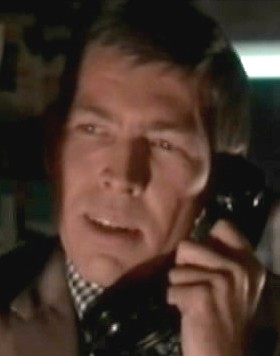
James Coburn
overleden in 2002

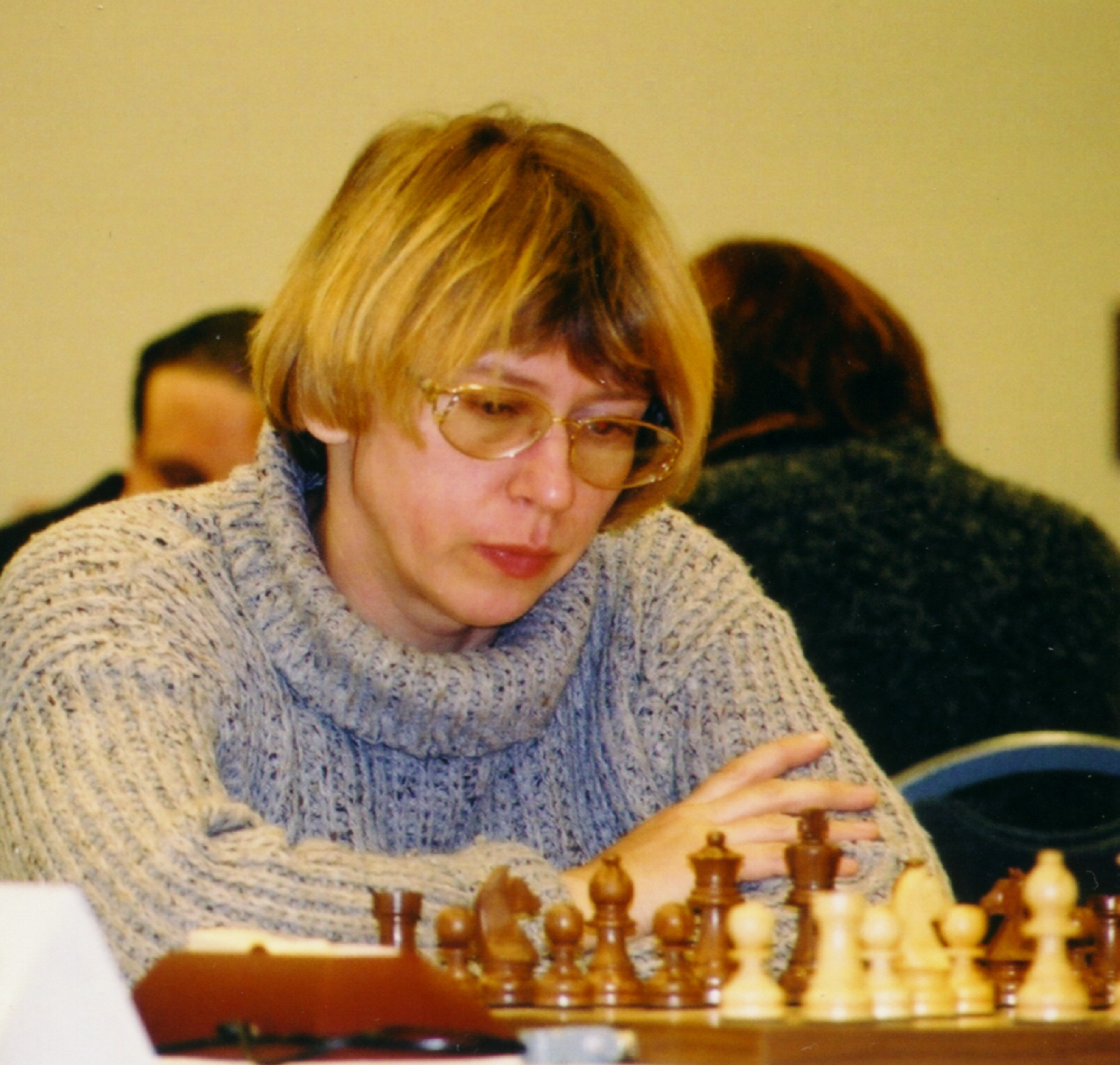
Jelena Achmilovskaja
overleden in 2012

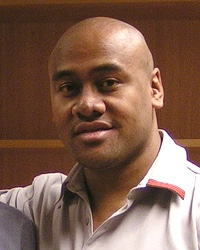
Jonah Lomu
overleden in 2015

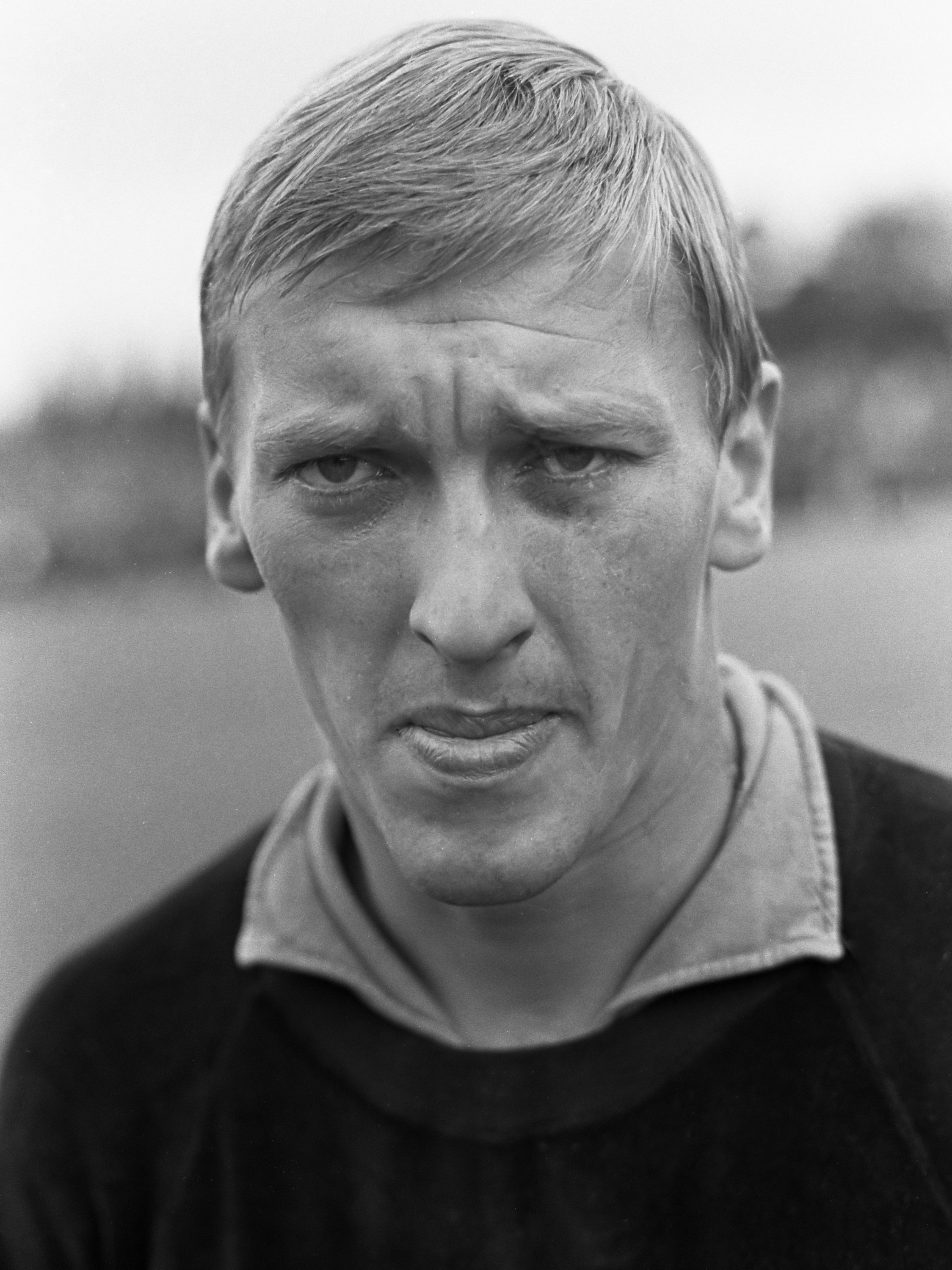
Pim Doesburg
overleden in 2020

- 1463 - Johan IV van Beieren (26), Hertog van Beieren-München
- 1627 - Lodewijk II van Nassau-Saarbrücken (62), graaf van Nassau-Weilburg, Saarbrücken en Saarwerden
- 1651 - Anna Amalia van Baden-Durlach (56), regentes van Nassau-Saarbrücken
- 1830 - Adam Weishaupt (82), Duits filosoof
- 1834 - Johannes ter Pelkwijk (65), Nederlands staatsman en waarnemend gouverneur van Overijssel
- 1847 - Frits Rosenveldt (78), Nederlands acteur
- 1851 - Ernst August I van Hannover (80), koning van Hannover
- 1867 - James Mangles (circa 81), Brits militair, schrijver en naturalist
- 1886 - Chester Arthur (56), 21ste president van de Verenigde Staten
- 1886 - Dirk Vreede (67), Nederlands politicus
- 1889 - William Allingham (65), Iers-Engels dichter
- 1909 - Renée Vivien (32), Brits dichteres
- 1911 - Louis Canivez (74), Belgisch componist en dirigent
- 1917 - Hendrik Spiekman (43), Nederlands letterzetter, journalist en politicus
- 1919 - Ferdinand Domela Nieuwenhuis (72), Nederlands politicus en sociaal-anarchist
- 1922 - Marcel Proust (51), Frans auteur
- 1929 - Henricus van de Wetering (78), Nederlands aartsbisschop van Utrecht
- 1934 - Pietro Gasparri (82), Italiaans kardinaal-staatssecretaris
- 1941 - Walther Nernst (77), Duits natuur- en scheikundige
- 1951 - Johannes Henricus van Maarseveen (67), Nederlands politicus
- 1953 - Ruth Crawford Seeger (52), Amerikaans componiste
- 1961 - Gertrude Lilian Entwisle (69), Brits elektrotechnicus
- 1962 - Niels Bohr (77), Deens natuurkundige
- 1969 - Léon Jongen (85), Belgisch componist en organist
- 1969 - Joseph P. Kennedy (81), Amerikaans patriarch van de familie Kennedy
- 1969 - Gus McNaughton (88), Engels acteur
- 1972 - Stanislaus Kobierski (62), Duits voetballer
- 1972 - Joseph Meurice (76), Belgisch politicus
- 1972 - Danny Whitten (29), Amerikaans gitarist en songwriter
- 1974 - Alessandro Momo (17), Italiaans acteur
- 1974 - Hans Moser (73), Zwitsers ruiter
- 1976 - Man Ray (86), Amerikaans fotograaf
- 1977 - Kurt Schuschnigg (80), Oostenrijks politicus
- 1978 - Jim Jones (47), Amerikaans sekteleider
- 1980 - Piet Smet (67), Belgisch atleet
- 1984 - Gerrit van Bakel (41), Nederlands kunstenaar
- 1986 - Gia Carangi (26), Amerikaans topmodel
- 1987 - Jacques Anquetil (53), Frans wielrenner
- 1988 - Catharina Helena Bolhuis-Schilstra (82), Nederlands verkennersleider
- 1989 - Albert Bockstael (91), Belgisch kunstschilder
- 1989 - Johnny Haymer (69), Amerikaans acteur
- 1989 - Hendrik de Vries (93), Nederlands dichter en kunstschilder
- 1994 - Cab Calloway (86), Amerikaans bandleider
- 1995 - Reinhard Kolldehoff (81), Duits acteur
- 1997 - Fredrik Horn (81), Noors voetballer
- 1999 - Paul Bowles (88), Amerikaans schrijver
- 2000 - Jaap van der Leck (89), Nederlands voetbaltrainer
- 2000 - Adam van der Woude (73), Nederlands Bijbelwetenschapper
- 2002 - James Coburn (74), Amerikaans acteur
- 2004 - Cy Coleman (75), Amerikaans componist
- 2004 - Piet Esser (90), Nederlands beeldhouwer
- 2006 - Karel Verleyen (68), Belgisch kinderboekenschrijver
- 2007 - Kees Lunshof (61), Nederlands journalist en columnist
- 2007 - Sedfrey Ordoñez (86), Filipijns minister en ambassadeur
- 2008 - Manuel Castro Ruiz (90), Mexicaans aartsbisschop
- 2008 - Jo Dalmolen (96), Nederlands atlete
- 2009 - Tuur Van Wallendael (71), Belgisch journalist en politicus
- 2010 - Jim Cruickshank (69), Schots voetballer
- 2011 - Jones Mwewa (38), Zambiaans voetballer
- 2011 - Elisabeth Versluys (87), Nederlands actrice
- 2012 - Jelena Achmilovskaja (55), Russisch-Amerikaans schaakgrootmeester
- 2014 - Ramón Hoyos (82), Colombiaans wielrenner
- 2014 - Jos van der Valk (84), Nederlands televisieproducent
- 2014 - Tony Vandeputte (68), Belgisch ondernemer en bestuurder
- 2015 - Jonah Lomu (40), Nieuw-Zeelands rugbyspeler
- 2015 - Mal Whitfield (91), Amerikaans atleet
- 2016 - Denton Cooley (96), Amerikaans thoraxchirurg en hoogleraar
- 2016 - Sharon Jones (60), Amerikaans soulzangeres
- 2017 - Azzedine Alaïa (77), Tunesisch-Frans modeontwerper
- 2017 - Gillian Rolton (61), Australisch ruiter
- 2017 - Malcolm Young (64), Australisch gitarist van AC/DC
- 2017 - Frans Zwartjes (90), Nederlands filmregisseur en kunstenaar
- 2020 - Pim Doesburg (77), Nederlands doelman
- 2022 - Ned Rorem (99), Amerikaans componist en schrijver
- 2023 - David Del Tredici (86), Amerikaans componist, muziekpedagoog en pianist
- 2023 - Ruud Geels (75), Nederlands voetballer
- 2023 - Fredrik Ohlsson (92), Zweeds acteur
- 2024 - Odile Bailleux (84), Frans klaveciniste en organiste[56]
- 2024 - Broeder Cesare Bonizzi (78), Italiaans monnik en zanger
- 2024 - Emile Jansen (64), Nederlands acteur
- 2024 - Jan Keizer (84), Nederlands voetbalscheidsrechter
- 2024 - Karl Kohn (98), Oostenrijks-Amerikaans componist, muziekpedagoog en pianist
- 2024 - Colin Petersen (78), Australisch drummer

## Viering/herdenking
- Letland - Onafhankelijkheidsdag
- Oman - Nationale feestdag
- Rooms-Katholieke kalender:

Letland

Oman

  - Wijding Basilieken Sint-Pieter (1626) en Sint-Paulus (1854) in Rome - Vrije Gedachtenis
  - Heilige Odo van Cluny († 942)
  - Heilige Filippina Duchesne († 1852)
  - Heiligen Romanus en Barulas van Caesarea († 304)

## Weerextremen

### Nederland
| | Officiële records | Officiële records | Officiële records |      | Landelijke records | Landelijke records | Landelijke records |
| Gebeurtenis | Jaar              | Extreem           | Locatie           | Jaar | Extreem            | Locatie            |                    |
| --- | ----------------- | ----------------- | ----------------- | ---- | ------------------ | ------------------ | ------------------ |
| Laagste etmaalgemiddelde temperatuur (°C) | 1902              | −4,2              | De Bilt           |      | 1902               | −4,2               | De Bilt            |
| Hoogste etmaalgemiddelde temperatuur (°C) | 2015              | 13,1              | De Bilt           |      | 1926               | 14,9               | Maastricht         |
| Laagste minimumtemperatuur (°C) | 1924              | −8,1              | De Bilt           |      | 1924               | −8,1               | De Bilt            |
| Hoogste minimumtemperatuur (°C) | 2015              | 11,0              | De Bilt           |      | 1926               | 12,8               | Maastricht         |
| Laagste maximumtemperatuur (°C) | 1902              | −0,2              | De Bilt           |      | 1937               | −2,1               | Eelde              |
| Hoogste maximumtemperatuur (°C) | 2020              | 14,9              | De Bilt           |      | 1926               | 17,4               | Maastricht         |
| Hoogste uurgemiddelde windsnelheid (m/s) | 1916, 1963        | 12,9              | De Bilt           |      | 2009               | 24,0               | IJmuiden           |
| Hoogste windstoot (m/s) | 2015              | 26,0              | De Bilt           |      | 1999               | 39,0               | Vlieland           |
| Langste zonneschijnduur (uur) | 1902              | 8,6               | De Bilt           |      | 1902               | 8,6                | De Bilt            |
| Langste neerslagduur (uur) | 2004              | 16,5              | De Bilt           |      | 2004               | 23,0               | Arcen              |
| Hoogste etmaalsom van de neerslag (mm) | 2004              | 26,5              | De Bilt           |      | 2004               | 39,2               | Vlissingen         |
| Laagste etmaalgemiddelde relatieve vochtigheid (%) | 1989              | 61                | De Bilt           |      | 1989               | 57                 | Eindhoven          |
| Laagste uurwaarde luchtdruk op zeeniveau (hPa) | 1911              | 972,3             | De Bilt           |      | 1911               | 967,1              | Vlissingen         |
| Hoogste uurwaarde luchtdruk op zeeniveau (hPa) | 1985              | 1040,6            | De Bilt           |      | 1985               | 1043,0             | Leeuwarden         |
| Officiële records worden altijd gemeten op het KNMI-weerstation in De Bilt. Landelijke records kunnen worden gemeten op elk officieel KNMI-weerstation in Nederland. |                   |                   |                   |      |                    |                    |                    |

Uitzonderlijke gebeurtenissen
- 1920 - Officieel laagste maximumtemperatuur in °C van november dit jaar gemeten in De Bilt: 4,2
- 1930 - Officieel laagste maximumtemperatuur in °C van november dit jaar gemeten in De Bilt: 4,1
- 2020 - Laatste landelijke zachte dag van het jaar gemeten in Arcen, Deelen, De Kooy, Eindhoven, Ell, Gilze-Rijen, Herwijnen, Hoek van Holland, Maastricht, Rotterdam, Volkel, Voorschoten, Westdorpe, Wijk aan Zee, Wilhelminadorp en Woensdrecht (maximumtemperatuur ≥ 15 °C op een officieel weerstation)

### België
Dagrecords
- 1902 - Laagste etmaalgemiddelde temperatuur −3,9 °C
- 1926 - Hoogste etmaalgemiddelde temperatuur 13,9 °C
- 1902 - Laagste minimumtemperatuur −5,8 °C
- 1926 - Hoogste maximumtemperatuur 16,7 °C
- 1971 - Hoogste etmaalsom van de neerslag 27,5 mm

<< · 1 · 2 · 3 · 4 · 5 · 6 · 7 · 8 · 9 · 10 · 11 · 12 · 13 · 14 · 15 · 16 · 17 · 18 · 19 · 20 · 21 · 22 · 23 · 24 · 25 · 26 · 27 · 28 · 29 · 30 · >>